# Rejowiec Fabryczny
Rejowiec Fabryczny ist eine polnische Stadt im Powiat Chełmski der Woiwodschaft Lublin. Sie erhielt 1962 Stadtrechte.

## Gmina
- Die Stadt Rejowiec Fabryczny bildet eine Stadtgemeinde (gmina miejska).
- Die eigenständige Landgemeinde (gmina wiejska) Rejowiec Fabryczny hat eine Fläche von 78,5 km². Zu ihr gehören 15 Ortschaften mit einem Schulzenamt.